# Chợ đêm Patpong

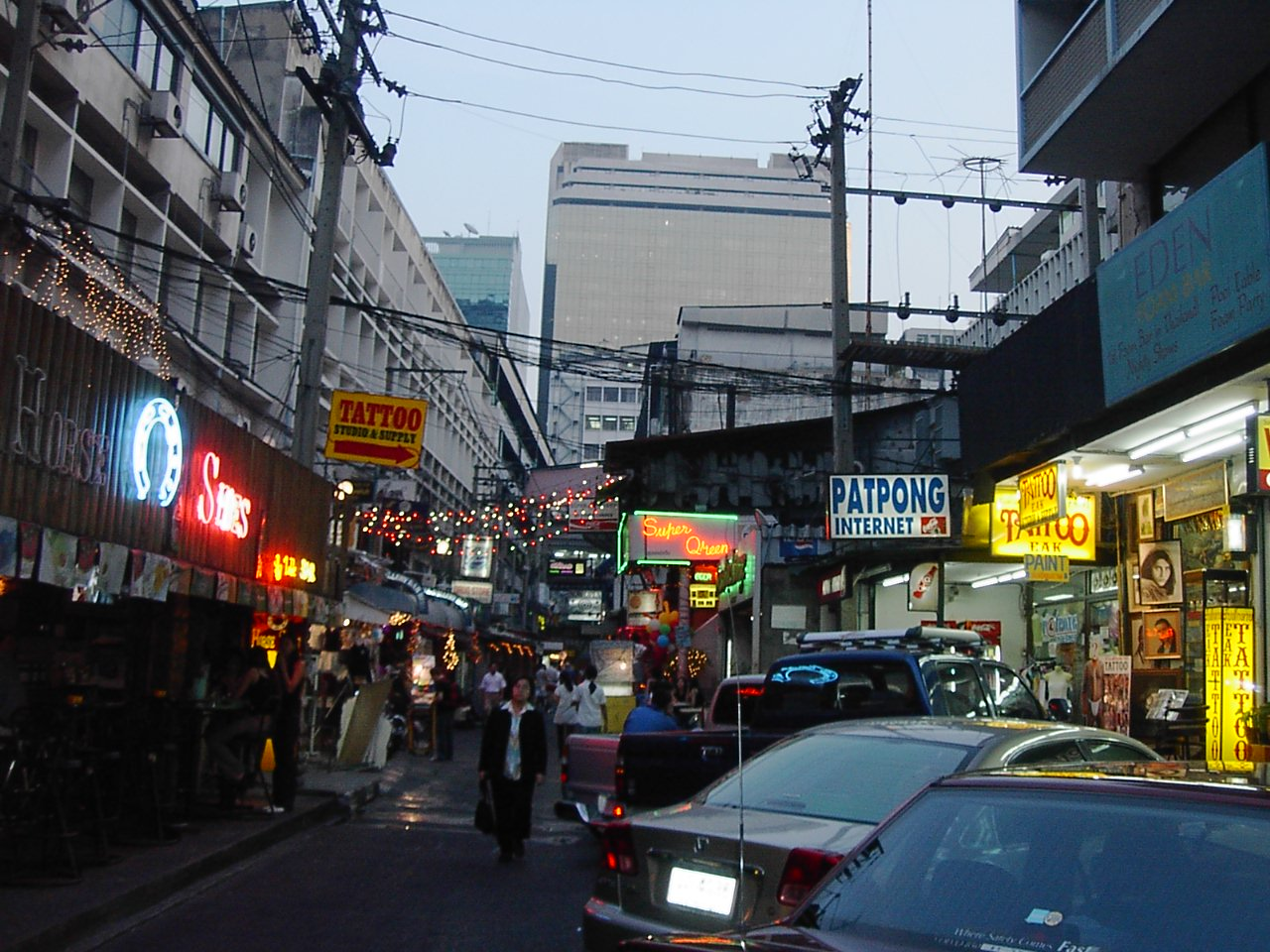
Hoàng hôn ở Patpong.

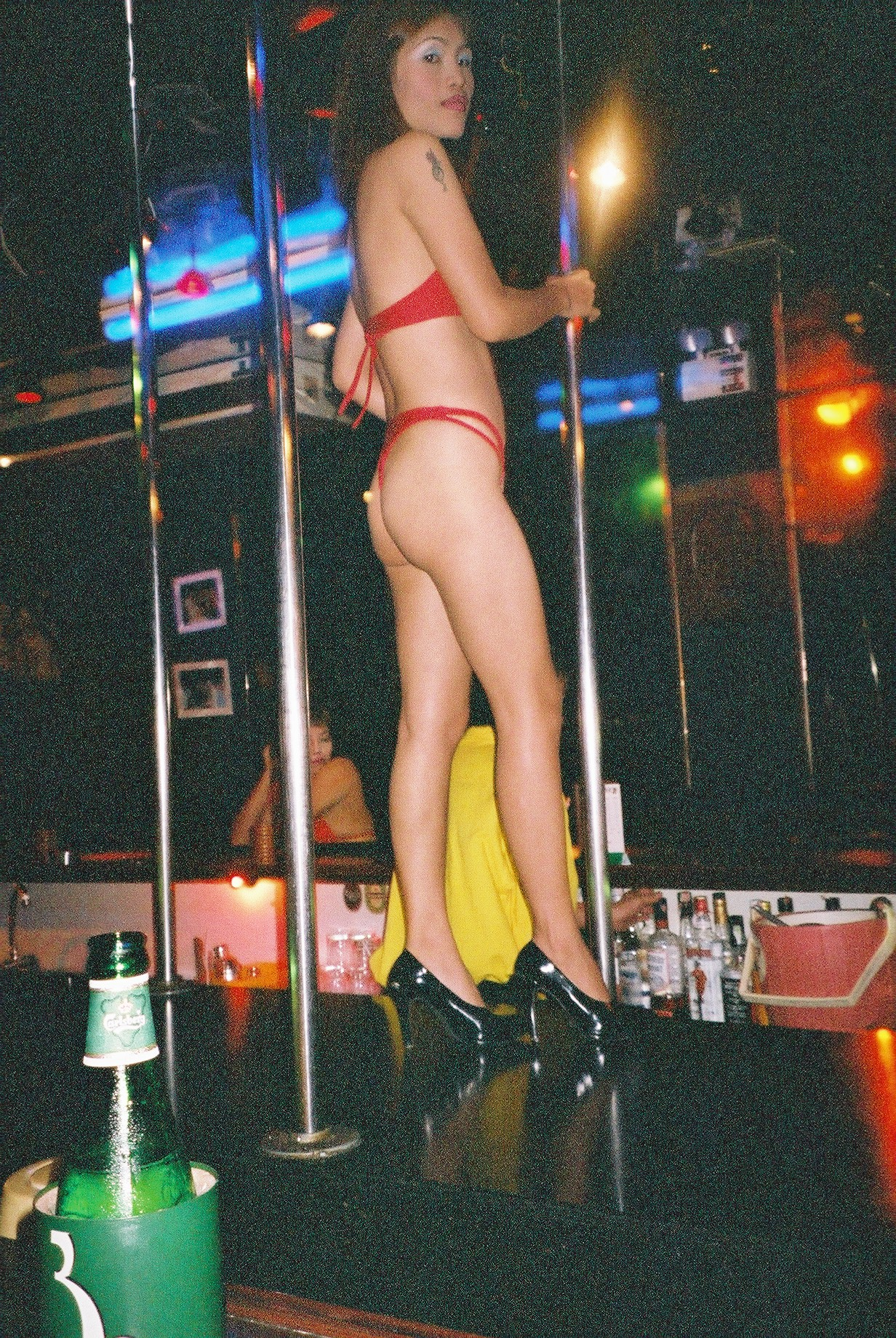
Một vũ công ở go-go bar Patpong.

Chợ Patpong (location: 13°43′42″B 100°32′0″Đ / 13,72833°B 100,53333°Đ), (tiếng Thái: พัฒน์พงษ์, tiếng Việt đọc như là "Phắt phong") là một chợ đêm, cũng là một "khu đèn đỏ". Ngoài phục vụ ăn uống cho du khách, Patpong còn là một chợ tình dục. Patpong đại diện cho ngành công nghiệp tình dục hay du lịch tình dục của Bangkok. Cũng giống như những con đường đỏ khác, Patpong là nơi tụ tập của du khách nước ngoài và những người nhập cư luôn nhộn nhịp về đêm. Patong bao gồm hai bên đường chạy song song giữa đường Silom và đường Surawong và một mặt đường chạy từ phía đối diện của Surawong. Patpong là có thể đi bộ tới từ các trạm BTS Skytrain Silom và ga tàu điện ngầm MRT Bangkok Metro Blue Line ở ga Silom Station. 
Patpong 1 là đường phố chính, với nhiều quán rượu các loại. Patpong 2 cũng có nhiều quầy bar. Riêng Pattong 3 nằm gần Soi Jaruwan kéo dài đến tận hẻm Patong 4 lại biết đến như là con đường dành cho gay. Hầu như ở đây có đầy đủ các dịch vụ masage và các dịch vụ khác cho nam giới, riêng Patong 4 thì lại dành riêng cho trai gọi và phục vụ cho riêng người Nhật Bản khi đầy các quán rượu và bar dành cho gay.

## Lịch sử
Năm 1946, một số người Hoa thuộc Hải Nam - Trung Quốc đến đây xây dựng những shop nhỏ để buôn bán, hầu hết là họ thuê mướn lại từ các công ty bất động sản. Con đường ban đầu này được thành lập lấy tên là đường Patong 1. Về sau, Patong 2 và Patong 3 đưộc xây dựng nối tiếp Patong 1 như là các khu phố sầm uất với rất nhiều quán rượu và bar, sàn nhảy hay massege. Riêng Soi Thaniya có nhiều quầy bar đắt tiền với các barbargo dành riêng cho khách Nhật Bản. Patong từ đó trở thành con phố dành cho du lịch tình dục phục vụ cho gay và nam. 
Năm 1968, Patong được biết đến như là một R & R (Rest và Recuperation) hay còn gọi là địa điểm giải trí phục vụ cho quân Mỹ trong chiến tranh Việt Nam, mặc dù chính R & R thực sự là khu vực dọc theo đường mới Petchburi. Những năm 1970 và những năm 1980, Patong nổi tiếng được biết đến như là con đường tình dục. 
Nắm được các yếu tố đó, các thương gia đã bán những khu đất nằm trong khu vực này, và hiển nhiên những người thuê mướn lại đã biến nó thật sự trở thành thiên đường cho du lịch tình dục. 
Ngày nay, các khu vực đêm của Nana Plaza và Soi Cowboy được mở ra tiếp tục bổ sung cho phố Patong. Patong hiển nhiên trở thành khu đèn đỏ dành cho du lịch tình dục sôi động nhất Bangkok.

## Đa dạng dịch vụ tình dục
Đa số các quán bar phục vụ khá đa dạng và tận dụng khai thác các xu hướng tình dục nhiều cấp độ. Ở các go-go bar phục vụ là các màn biểu diễn sex show. 
Có khá nhiều chương trình biểu diễn sex show, bao gồm :
- Pussy Ping Pong.
- Pussy Shoot Balloon
- Pussy Smoke Cigarette
- Pussy Open the Bottle
- Pussy Chopstick
- Pussy Shoot Banana
- Pussy Writte Letter
- Pussy Needle
- Pussy Elictric
- Pussy Rainbow
- Pussy Cut Banana
- Pussy Fishes in
- Pussy Girl and Girl
- Pussy Boy and boy
- Pussy Change Water

Riêng khu dành cho các ladyboy thì hình thức phục vụ tình dục miệng (oral sex) và phục vụ ngoài khá phổ biến.  
Riêng Nana Plaza thì được biết đến như là các kathoey phục vụ tại các quán bar.
Riêng con đường Surawong thì các callboy phục vụ khách du lịch đi ngoài dành cho khách du lịch có nhu cầu. Hình thức đi ngoài khá phổ biến hay tận nơi thường ưa chuộng hơn bởi tính an toàn và hóa đơn chi trả cũng thấp. Các tụ điểm này thường khá lịch sự, không chèo kéo khách mà chưng ra nét nổi bật riêng của mình là những chàng trai có vóc dáng đẹp như người mẫu, mặc áo thun trắng ôm sát người và quấn xà-rông gợi cảm, có khi chỉ độc nhất chiếc quần lót. Bên trong quán, một hàng những chàng trai như thế đứng dọc lối vào, nở nụ cười thân thiện và chỉ dẫn khách đến chỗ ngồi của mình. Nhân viên phục vụ cũng 100% là nam, tuy vậy không phải tất cả đều là gay và được phân định rõ ràng khi khách hỏi. Mỗi nhân viên đều mang trên mình một mã số, và tất nhiên sẽ có cuộc trình diễn hoành tráng và uốn éo của các người mẫu. Du khách chọn người nào, đến tiếp tân báo số, nhân viên sẽ đưa chìa khóa phòng cho du khách đó lên lầu để gặp người mẫu.
Tuy nhiên, hiện nay có những dấu hiệu cho thấy các phần của Patpong được chuyển đi từ các ngành công nghiệp tình dục và cung cấp các loại hình giải trí. Hiện có một số quán bar biểu diễn nhạc sống và thường xuyên thu hút khách du lịch cũng như một số các nhà hàng rất tốt. Một khách sạn mới cũng đã mở trên Patpong 2 cung cấp nhiều dịch vụ mà giá cả cũng rất tốt.

## Hệ lụy

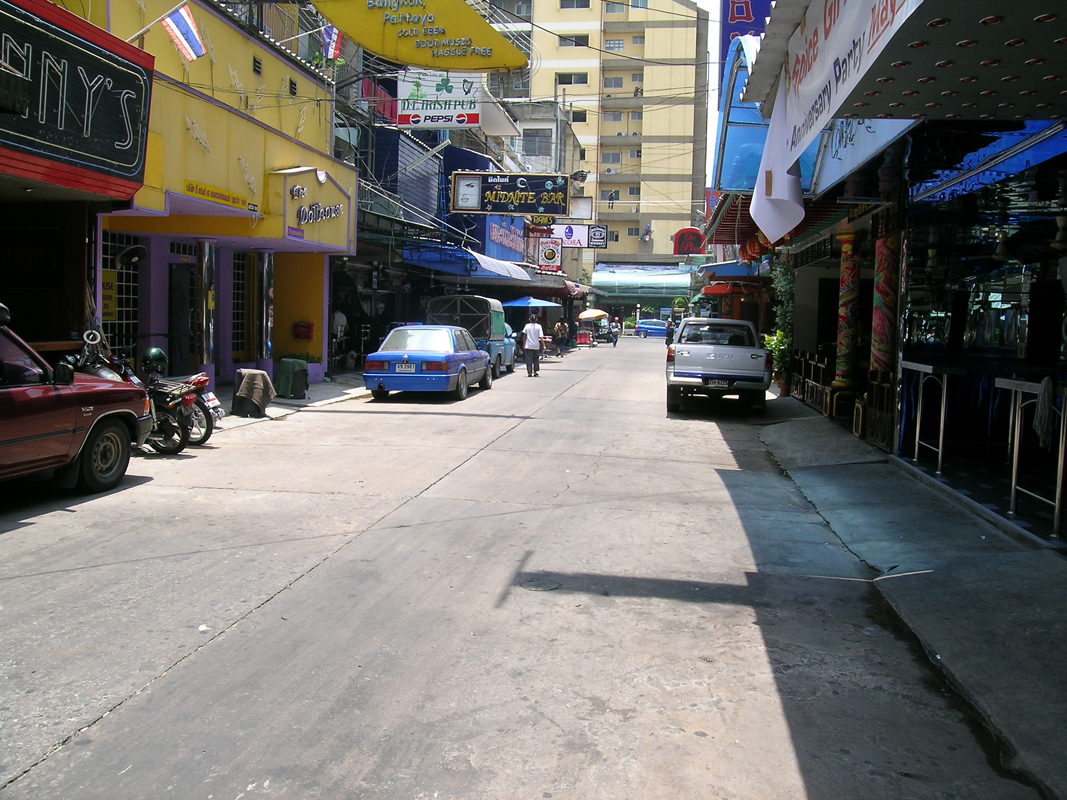
Soi Cowboy - đường tiếp giáp với Patpong vào ban ngày.
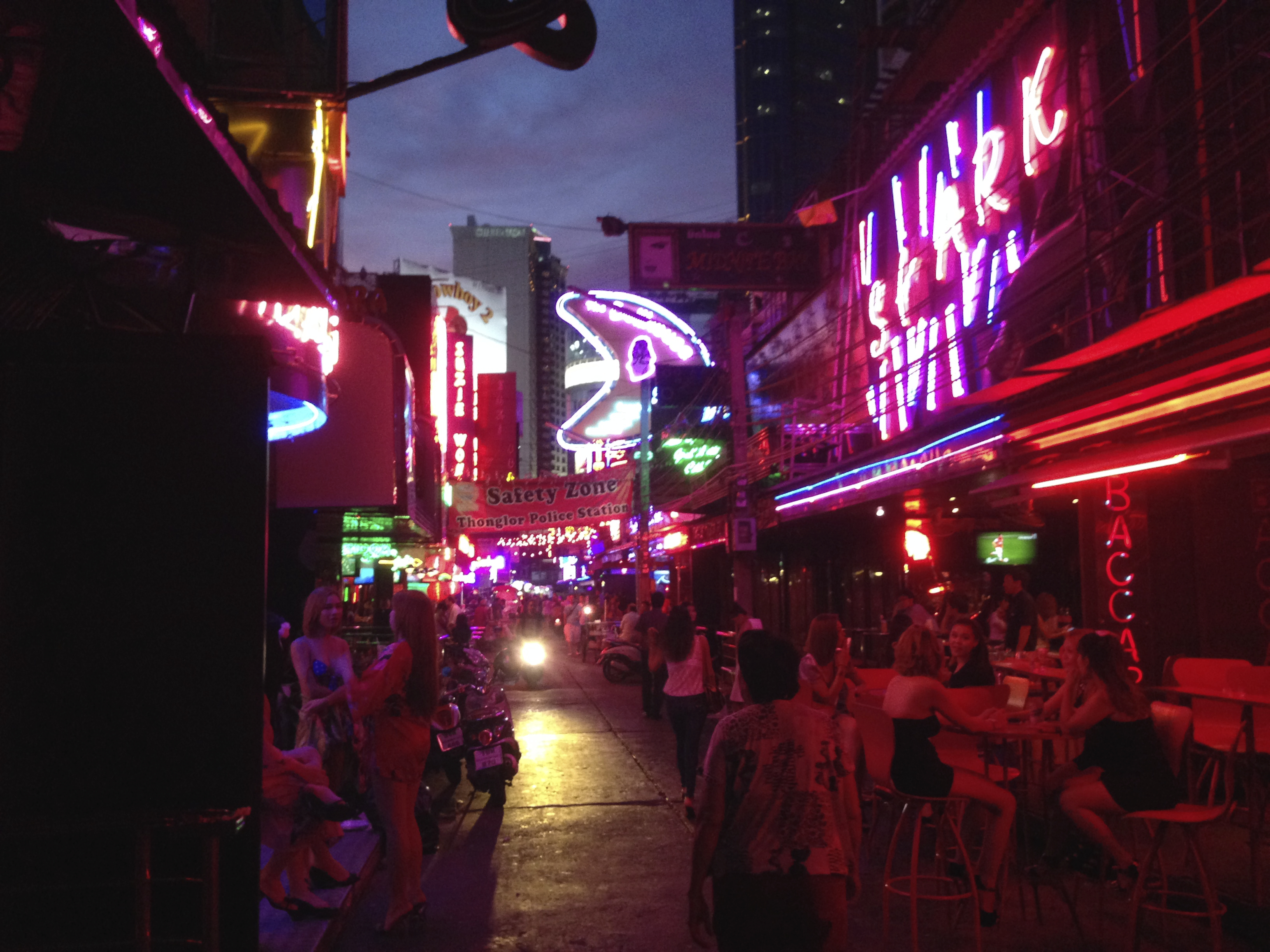
Soi Cowboy - và nhộn nhịp ban đêm.

Tình trạng các ladyboys và các callboy xuất hiện ngày càng nhiều, hầu hết các nam thanh niên từ các vùng quê nhập cư mưu sinh bằng nghề và càng có xu hướng tăng theo thời gian. Tổ chức EMPOWER  cảnh báo: hầu như dịch vụ này không phân biệt độ tuổi, giới tính mà nó trở nên đa dạng, phức tạp hơn cho các quá trình quản lý sức khỏe, HIV, hay các hệ lụy khác đè nặng lên đất nước. Tổ chức này thường xuyên tổ chức những lớp học cung cấp như ngôn ngữ, y tế, giáo dục, cũng như tư vấn cá nhân. Nó cũng là tổ chức thay mặt cho phụ nữ, trong một cố gắng để mở rộng lao động thường xuyên để bảo vệ người lao động tình dục. Kể từ khi vũ công và các nữ nhân viên quầy bar hầu như xuất phát từ nông thôn và mục tiêu của họ là phổ biến kiến thức về tình dục cho họ.
  Tình nguyện viên - tổ chức Empower.

## Cảnh báo
Các cảnh báo dành cho du khách là khu vực dễ phát sinh tệ nạn. Hầu như tình trạng khai khống hóa đơn hay các an toàn về tình dục hầu như bỏ ngỏ. Du khách có passport mới được vào các khu vực này và hầu như du khách nước ngoài đến để mua vui hay thỏa mãn nhu cầu tình dục. Phía du khách đến với Patpong vì tò mò hay có nhu cầu thì có khi phải chi trả khoản tiền không nhỏ khi xem các dịch vụ ở đây hay được các kathoey phục vụ hay chụp hình chung cùng họ. Du khách có khi phải chi trả cả tiền hoa hồng hướng dẫn viên trước với các dịch vụ đã được móc nối từ trước.
Có các điều cần tránh khi du khách đến Patpong.
- Đừng bao giờ hỏi đường người Thái đến Patpong, vì theo người Thái, nơi đây là nơi hoen ố, nhơ nhuốc. Những người Thái không bao giờ đến khu vực này, thứ nhất luật pháp không cho phép, phần vì họ cho rằng nơi nhơ nhuốc, hoen ố thanh danh.
- Đừng bao giờ dùng điện thoại để chụp hình, hay bất kỳ thiết bị tinh vi nào, vì hầu hất tất cả khu này đều cấm du khách thực hiện việc này, có camera theo dõi, du khách sẽ gặp rất nhiều rắc rối.
- Hãy cẩn thận với túi tiền của mình, luôn để ở phía trước hoặc nơi nào dễ quan sát và có thể biết được nó bị "lợi dụng" nhanh nhất. Kĩ nghệ móc túi ở đây vô cùng tinh vi, thậm chí chẳng kém cạnh bất kì nơi nào trên thế giới. Chính chiêu thức pha thuốc mê(đầu nhũ hoa) hay chính thức uống khiến du khách không kiểm soát nổi.
- Đừng vội bước lên lầu, dù sự mời gọi có ngọt ngào, hấp dẫn và đầy ma lực đến mức nào. Những quán bar nằm trên lầu thường trình diễn sex show bất hợp pháp.
- Đừng dính vào những vụ cãi vã hay xích mích nhỏ hay những chuyện của người khác. Khi có sự cố, ra ngoài và tìm sự giúp đỡ từ cảnh sát.
- Đừng đi theo những người phe vé. Hóa đơn tính tiền của khách sẽ bị khai khống. Nếu dính chiêu này, tốt nhất là bình tĩnh trả hết tiền, sau đó mang hóa đơn đến trụ sở cảnh sát Du lịch cuối đường Patpong. Cảnh sát sẽ đi cùng bạn đến bar và giúp lấy lại số tiền phụ thu vô lý đó.